# 特魯普縣 (喬治亞州)
特魯普县（英語：Troup County）是美國喬治亞州西部的一個縣，西鄰阿拉巴馬州。面積1,155平方公里。根據美國2000年人口普查，共有人口58,779人，2005年增至62,015人。縣治拉格蘭奇（La Grange）。
成立於1826年12月11日，縣名紀念聯邦眾議員、參議員、第三十四任州長的喬治·邁克爾·特魯普（George Michael Troup）。